# SMS Schleswig-Holstein
SMS Schleswig-Holstein byl predreadnought třídy Deutschland postavený v letech 1905–1908. Službu začal v německé Kaiserliche Marine, zúčastnil se bojů za první a druhé světové války a nakonec skončil jako cvičný cíl v rukou Sovětů. 
Schleswig-Holstein byl postaven v loděnicích v Kielu a pojmenován podle nejsevernější německé země Šlesvicka-Holštýnska. Do služby v řadách císařského loďstva byl zařazen 6. července 1908. Jeho sesterské lodě byly SMS Deutschland, SMS Hannover, SMS Pommern a SMS Schlesien.

## Služba

### První světová válka
V době vypuknutí první světové války sloužil i se svými sesterskými loděmi u 2. eskadry Širokomořského loďstva pod velením viceadmirála Reinharda Scheera. Loď se zúčastnila největší námořní bitvy této války – bitvy u Jutska – z roku 1916. Po válce a potopení většiny německých lodí ve Scapa Flow zůstal ve službě u výmarské Reichsmarine. V letech 1925–1926 a 1930–1931 byl modernizován. Naposledy pak v roce 1936 – to už v rámci nacistické Kriegsmarine.

### Druhá světová válka

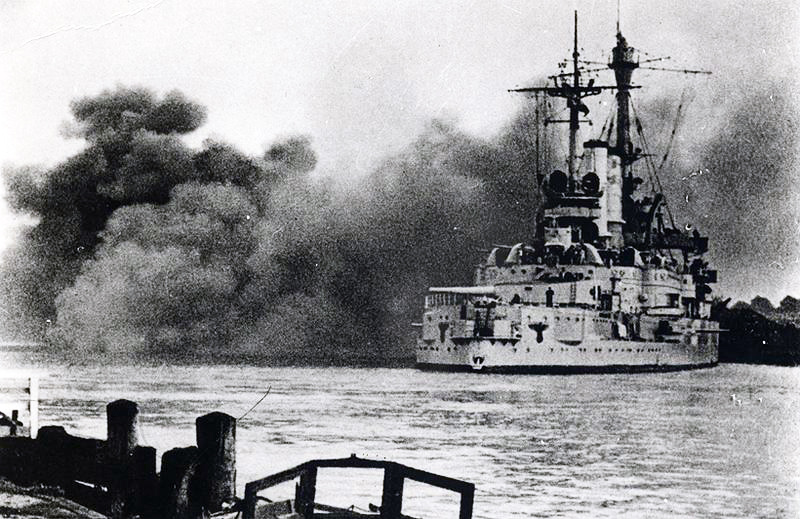
Schleswig-Holstein ostřeluje Westerplatte. Někdy je tato fotografie nesprávně interpretována, jako fotografie z ostřelování Gdyně, ale děla mají prakticky nulovou elevaci a střílí na velmi blízko umístěný cíl, kdežto Gdyně je vzdálena přibližně 15 km

Schleswig-Holstein sloužil jako výcviková loď pro kadety a plovoucí dělostřelecká baterie. Proto jej Němci v roce 1939 použili k útoku na Westerplatte. Jeho posádku čítající 907 mužů tehdy posílilo 225 příslušníků námořní pěchoty a 60 příslušníků protiletadlových dělostřelců. Právě z jeho děl padly první salvy druhé světové války. Po většinu druhé světové války sloužil jako školní loď a koncem války sloužil jako protiletadlová baterie. Dne 19. prosince 1944 byl Schleswig-Holstein poškozen britskými bombardéry a dosedl na dno. Dne 21. března 1945 zdemolován odpálením náloží. Po válce vrak vyzvedli Sověti a jako cvičný cíl potopili u ostrova Osmussaar.